# Krystian Lupa
Krystian Lupa (phát âm tiếng Ba Lan: [ˈkrɨstian ˈlupa]; sinh ngày 7 tháng 11 năm 1943) là đạo diễn sân khấu người Ba Lan, nhà thiết kế bối cảnh phim trường, nhà viết kịch, dịch giả và nhà sư phạm. Ông được mệnh danh là "đạo diễn sân khấu châu Âu vĩ đại nhất còn sống".

## Cuộc đời và sự nghiệp
Ông học vật lý tại Đại học Jagiellonia ở Kraków. Từ năm 1963 đến 1969, ông học ngành đồ họa tại Học viện Mỹ thuật Kraków, học ngành đạo diễn điện ảnh tại Trường Điện ảnh Đại học Quốc gia tại Łódź và học ngành đạo diễn sân khấu tại Học viện nghệ thuật sân khấu quốc gia AST ở Kraków. Tại Lodz, ông bắt đầu cộng tác với Konrad Swinarski, lấy nguồn cảm hứng từ các tác phẩm của Tadeusz Kantor. Năm 1976, ông đạo diễn vở kịch The Slaughterhouse của Sławomir Mrożek tại Nhà hát Juliusz Słowacki ở Kraków. Sau đó làm việc tại Nhà hát Cyprian Kamil Norwid ở Jelenia Góra.
Trong sự nghiệp của mình, ông có nhiều tác phẩm nổi tiếng dựa trên tiểu thuyết của các nhà văn Robert Musil, Thomas Bernhard, Fyodor Dostoyevsky, Rainer Maria Rilke, Stanisław Ignacy Witkiewicz hoặc Witold Gombrowicz.
Ông được trao nhiều giải thưởng, bao gồm Giải thưởng Witkacy - Giải thưởng của Hội nhà phê bình, Huy chương vàng Gloria Artis, Huân chương Nghệ thuật và văn học (Ordre des Arts et des Lettres), Giải thưởng Nhà hát châu Âu. Năm 2014, ông nhận Giải thưởng Nhà hát Nestroy cho tác phẩm dàn dựng lại tiểu thuyết Những người tiều phu năm 1986 của Thomas Bernhard. Ông cũng nhận được hai đề cử cho giải thưởng văn học hàng đầu của Ba Lan, đó là Giải thưởng Nike vào năm 2002 cho tác phẩm Labirynt và vào năm 2004 cho tác phẩm Podglądania.
Năm 2016, ông nhận Giải thưởng Chữ thập vàng của Sân khấu ở Litva nhờ vở kịch 'Heldenplatz' (Quảng trường Anh hùng) của Thomas Bernhard tại Nhà hát Kịch Quốc gia Litva. Năm 2017, ông trở thành thành viên của Viện Hàn lâm Khoa học và Nghệ thuật Ba Lan.

## Đời tư
Năm 2008,  trong một cuộc phỏng vấn cho tạp chí Film, Krystian Lupa công khai mình là người đồng tính. Bạn đời của anh là nam diễn viên Piotr Skiba.